# Échiré
Échiré là một xã trong tỉnh Deux-Sèvres trong vùng Nouvelle-Aquitaine ở phía tây nước Pháp. Xã này nằm ở khu vực có độ cao trung bình 30 mét trên mực nước biển.
Ở đây có các địa điểm khảo cổ 'Les Loups' xác định bởi Maurice Marsac và các địa điểm khảo cổ khác. Kinh tế dựa vào ngành chăn nuôi bò sữa và sản xuất sữa. 